# Wladimir Jegorowitsch Jakowlew

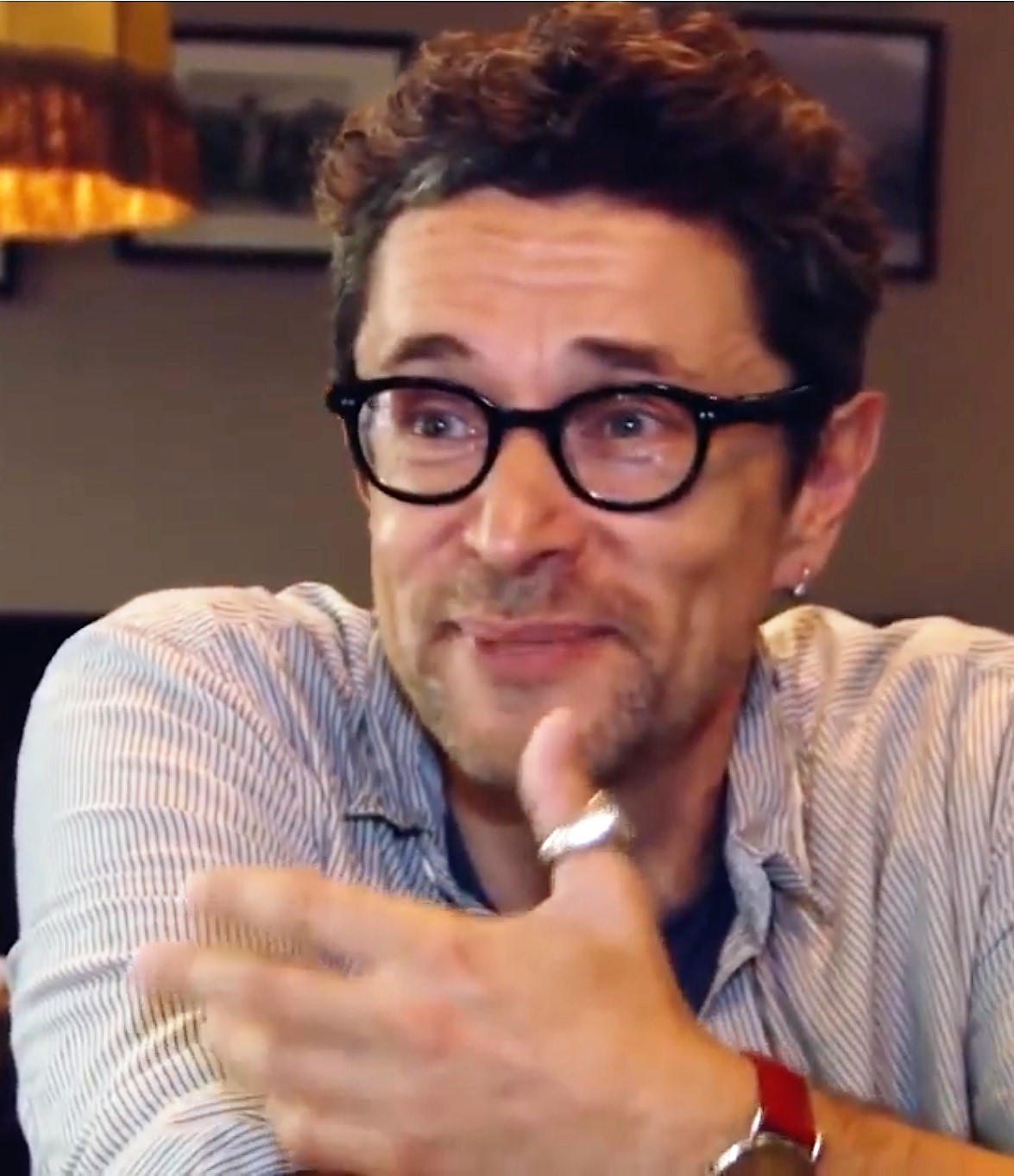
Wladimir Jakowlew (2014)

Wladimir Jegorowitsch Jakowlew  (russisch Владимир Егорович Яковлев; * 8. März 1959 in Moskau, Sowjetunion) ist ein russischer Journalist. Er gründete die Zeitung Kommersant und war deren Chefredakteur sowie Geschäftsführer und Inhaber des Verlages.

## Biografie
Jakowlew ist der Sohn des Journalisten Jegor Jakowlew und absolvierte sein Studium an der Fakultät für Journalistik an der Lomonossow-Universität.
Zu seiner Ausbildung gehörte laut seinen Schilderungen auch Unterricht in „Kriegsjournalistik“, eigentlichen Techniken der Desinformation. Ihm kämen diese Techniken vor wie Anleitungen gegen die Präsidenten Putin und Trump, so zum Beispiel die Propagandatechnik des „stinkenden Fisches“: Massiv werden skandalträchtige Anschuldigungen gegen eine Person lanciert, wodurch diese gezwungen wird, selbst wenn es nur Fragen waren, deren Sprache bei der Verteidigung zu übernehmen; mit jeder solchen „Berührung“ des faulen Fisches bleibe mehr Geruch hängen, auch wenn keinerlei Beweise vorliegen.
Das Kapital der von ihm gegründeten Zeitung Kommersant hingegen war ihre Unabhängigkeit, welche andauerte bis zum Verkauf 1999, nachdem sich während der Rubelkrise 1998 Liquiditätsprobleme für den Verlag ergeben hatten. Der Verkauf erfolgte an die von Boris Beresowski kontrollierte Investmentfirma American Capital.
Nach mehreren anderen Tätigkeiten gründete er 2012 The Age of Happiness, eine Art Soziales Netzwerk für reifere Menschen, welches in Online-Seminaren Beratungen und Selbst- und Lebenshilfe vermittelt.
Ende 2014 verließ er Russland und ließ sich in Israel nieder.